# Mausoleo de Ismail Samani
El Mausoleo de Ismail Samani está situado en el núcleo urbano histórico de la ciudad de Bujará, en Uzbekistán en un parque en donde se ubica un antiguo cementerio. Este mausoleo, uno de los lugares más apreciados de la arquitectura de Asia Central, fue construido entre los siglos noveno y décimo (entre 892 y 943) como el lugar de descanso de Ismail Samani —un emir poderoso e influyente de la dinastía Samánida, una de las dinastías persas que gobernaron en Asia Central, y gobernó la ciudad en los siglos IX y X—. Aunque en primera instancia los samánidas eran gobernantes del Gran Jorasán y la Transoxiana bajo la soberanía del califato abasí, la dinastía pronto se estableció con una independencia virtual de Bagdad. Además de Ismail Samani, el mausoleo también alberga los restos de su padre Ahmed y de su sobrino Nasr II, así como de otros miembros de la dinastía samánida. 

## Significado
El hecho de que la ortodoxia suní prohíbiese la construcción de mausoleos sobre los lugares de enterramiento acentúa el significado del mausoleo samánida, que es el monumento más antiguo de arquitectura islámica en Asia Central y el único monumento que ha sobrevivido de la época de la dinastía Samánida. El mausoleo samánida podría ser una de las excepciones más antiguas a esa restricción religiosa ortodoxa en la historia de la arquitectura islámica.
El santuario está considerado como uno de los monumentos más antiguas de la región de Bujará, se dice que en la época de la invasión de Gengis Kan, el santuario ya estaba enterrado en lodo por las inundaciones. Así, cuando las hordas mongolas alcanzaron Bujará, el santuario no fue destruido. El lugar sólo fue redescubierto en 1934 por el arqueólogo soviético V.A. Shishkin, y se tardaron dos años en la excavación. 
El santuario ha sido considerado sagrado por los residentes locales, y los peregrinos plantearían dilemas y preguntas a un mulá que respondería desde detrás de una pared para conservar el anonimato a los peticionarios. El santuario fue en el pasado una pieza central de un vasto cementerio donde se enterraba incluso a los antiguos emires de Bujará. 
Durante la época soviética, el cementerio local fue pavimentado, y se construyó un parque de ocio justo al lado del santuario que aún funciona. Se construyó también un parque para rodear por completo el santuario.

Vistas del exterior
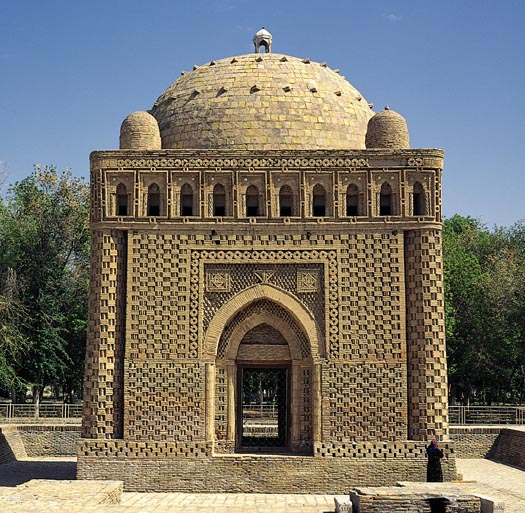
Vista de una de las cuatro fachadas idénticas
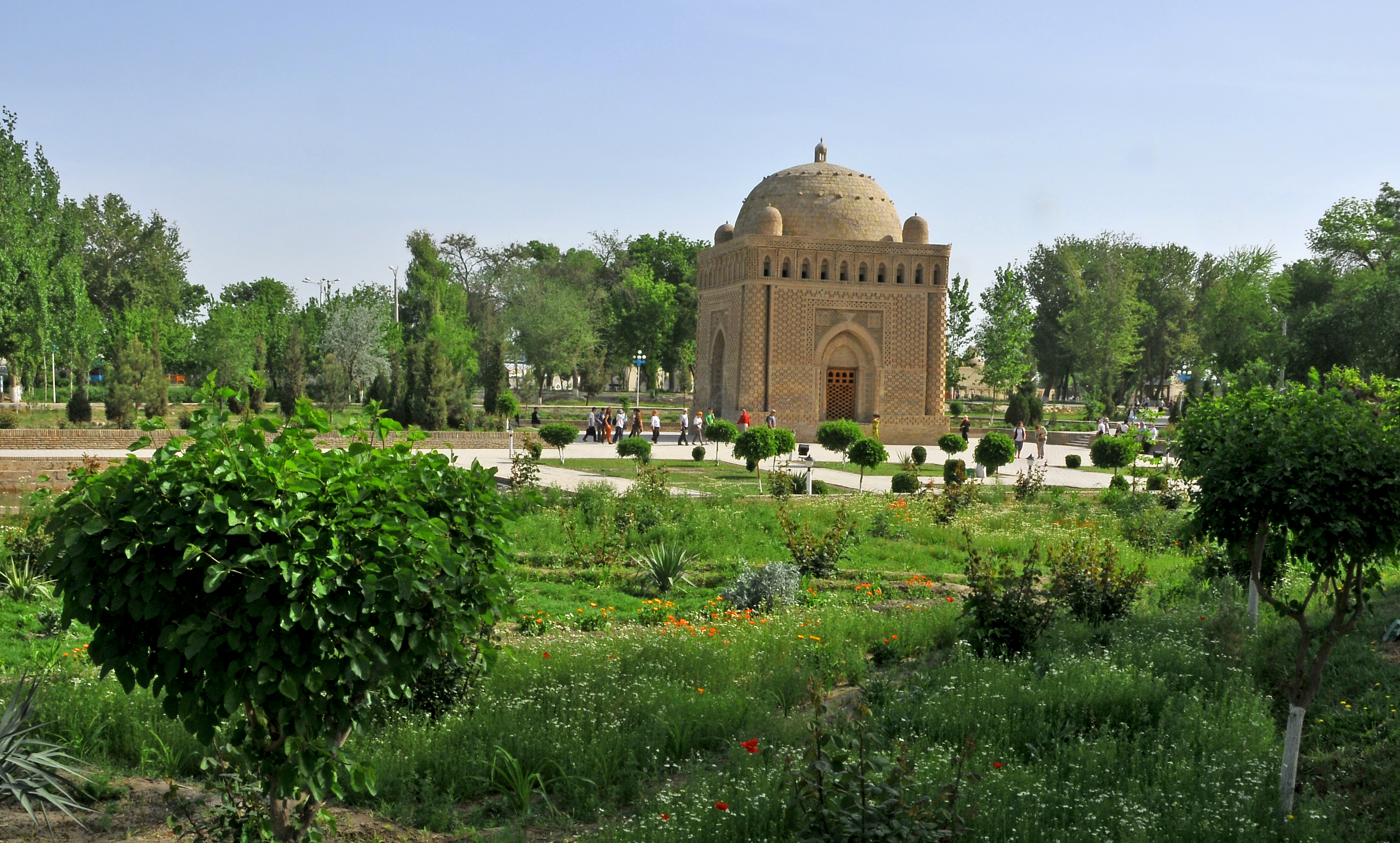
El edificio en los jardines que lo rodean
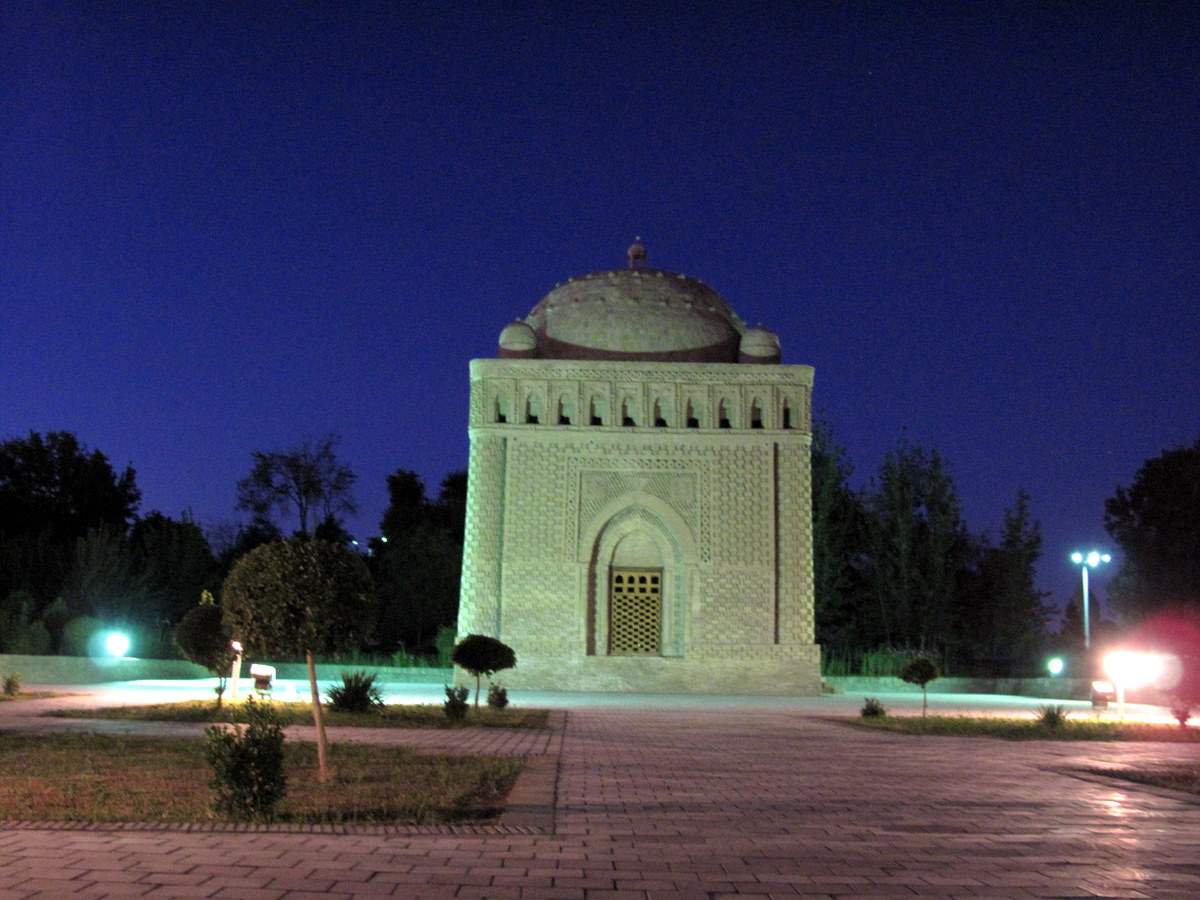
Vista nocturna

## Arquitectura

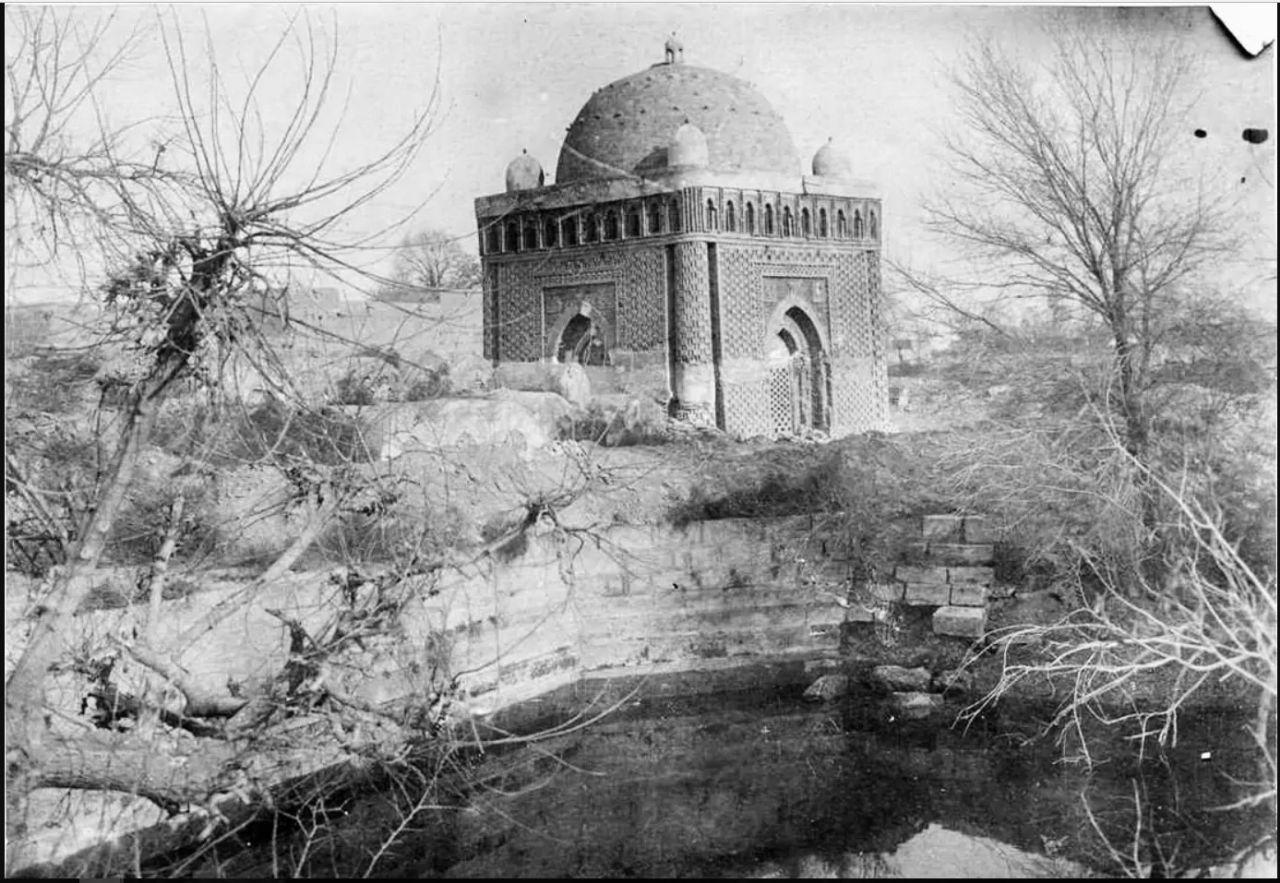
Fotografía de Paul Nadar de 1890

El monumento marca una nueva era en el desarrollo de la arquitectura del centro de Asia y Persia, que fue revivida después de las conquistas árabes de la región. La estructura en general está hecha de forma similar a los antiguos templos de fuego persas, habitualmente conocidos como chartaqi en persa. Los arquitectos siguieron usando una antigua tradición de construcción en ladrillo cocido, pero con un estándar mucho más elevado de lo que se había visto antes. El sitio es único por su estilo arquitectónico, que combina tanto motivos zoroastrianos de las culturas nativas, sogdiana y sasánida, así como motivos islámicos introducidos desde Arabia y Persia.
La fachada del edificio está cubierta por aparejo de ladrillo intrincadamente decorada, que presenta pautas circulares que recuerdan al sol, una imagen habitual en el arte zoroastriano de la región en esa época que es recordtorio del dios zoroastriano, Ahura Mazda, a quien se representa típicamente por el fuego y la luz. La forma del edificio es cuboide, que voca a la Kaaba de La Meca, mientras que los pesados contrafuertes de las esquinas derivan de estilos arquitectónicos sogdianos. El estilo sincrético del santuario refleja los siglos IX y X, una época en que la región aún tenía grandes grupos de población zoroastriana, quienes habían empezado a convertirse al Islam aproximadamente por entonces. 
La altura del santuario es de aproximadamente diez metros y medio, con cuatro fachadas diseñadas de la misma forma, que suavemente se inclinan hacia el interior conforme van ganando en altura. Los arquitectos del edificio incluyeron cuatro trompas —bóvedas truncada semicónicas que sobresalen en voladizo de los muros que se encuentran y que permite la transición del cuadrado al círculo—, sobre los que se dispuso la cúpula. El diseño de «cuatro arcos» del edificio fue adoptado en varios santuarios por todo Asia central. En lo alto de cada lado del santuario hay diez ventanas pequeñas que proporcionan ventilación para la porción interior del mausoleo.

Detalles del exterior
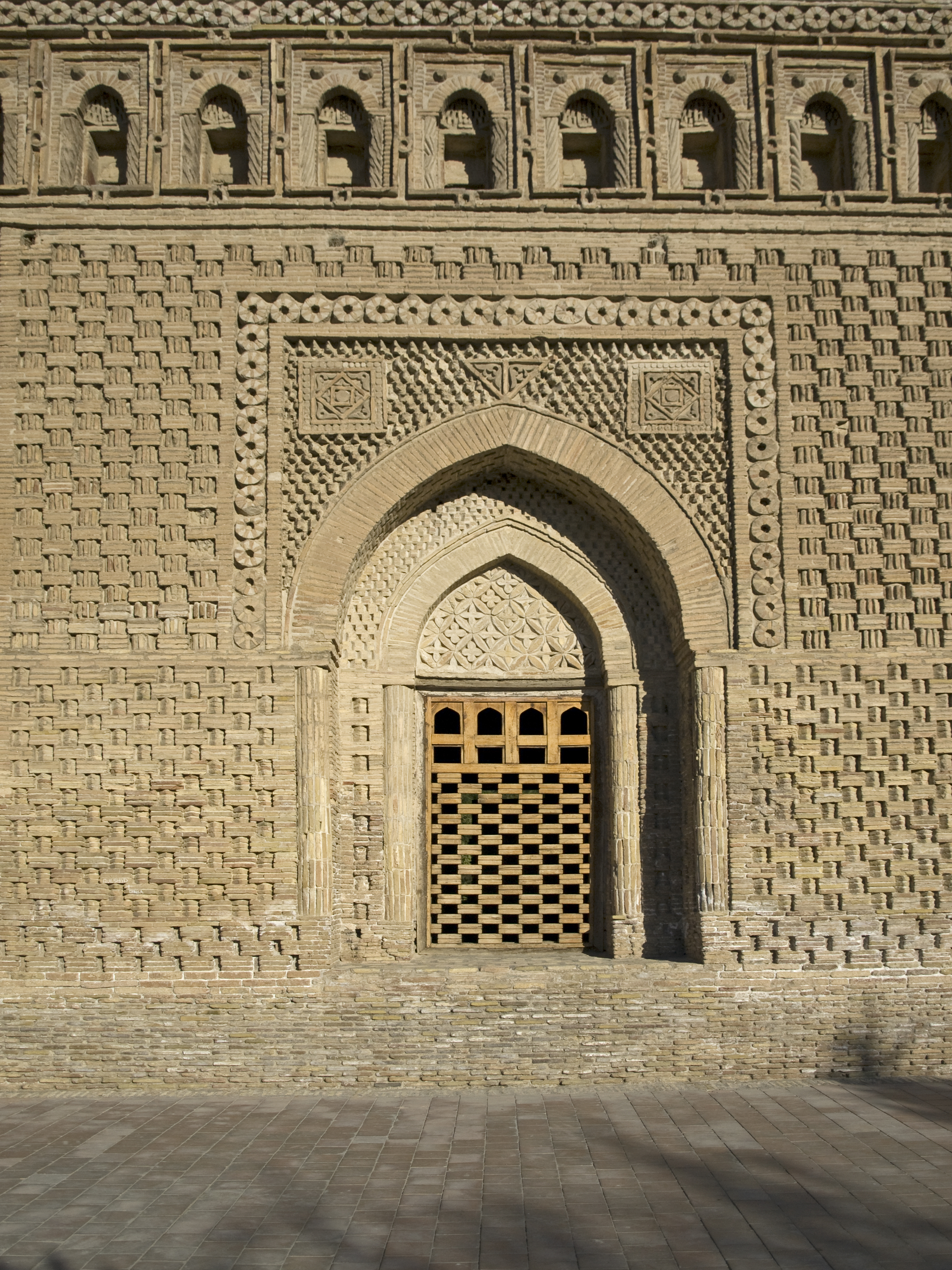
Puerta de entrada
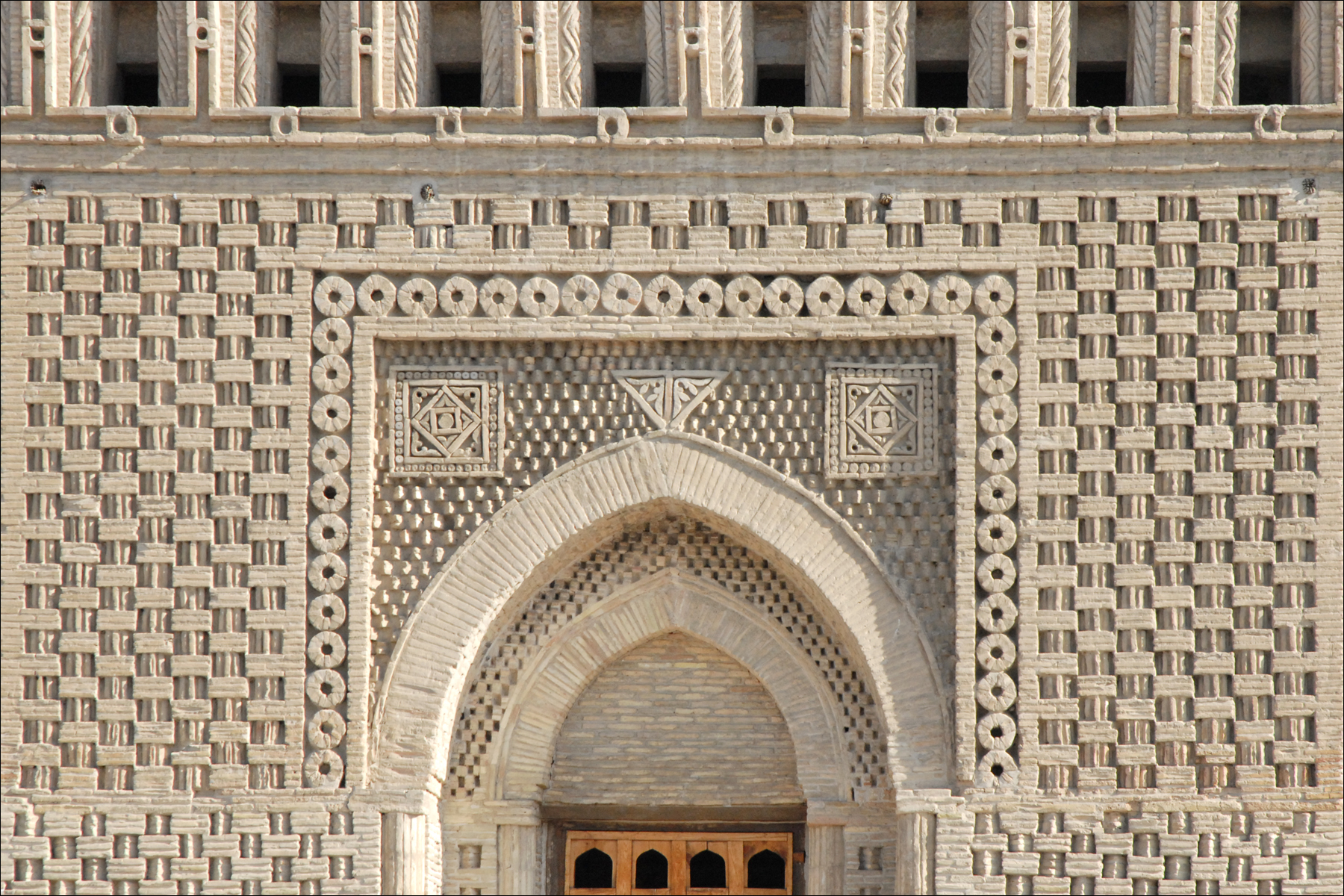
Detalle de una de las puertas
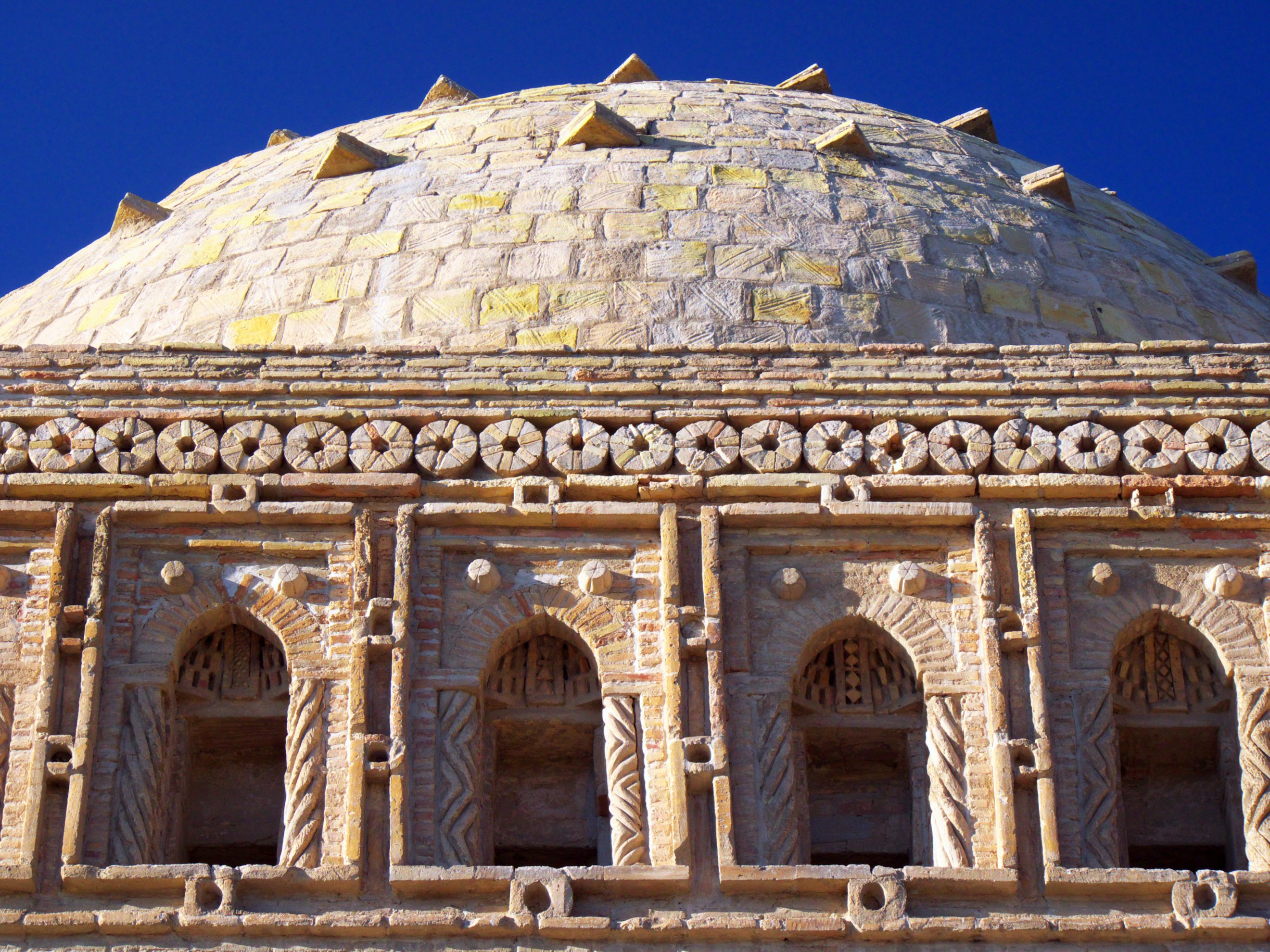
Galería superior
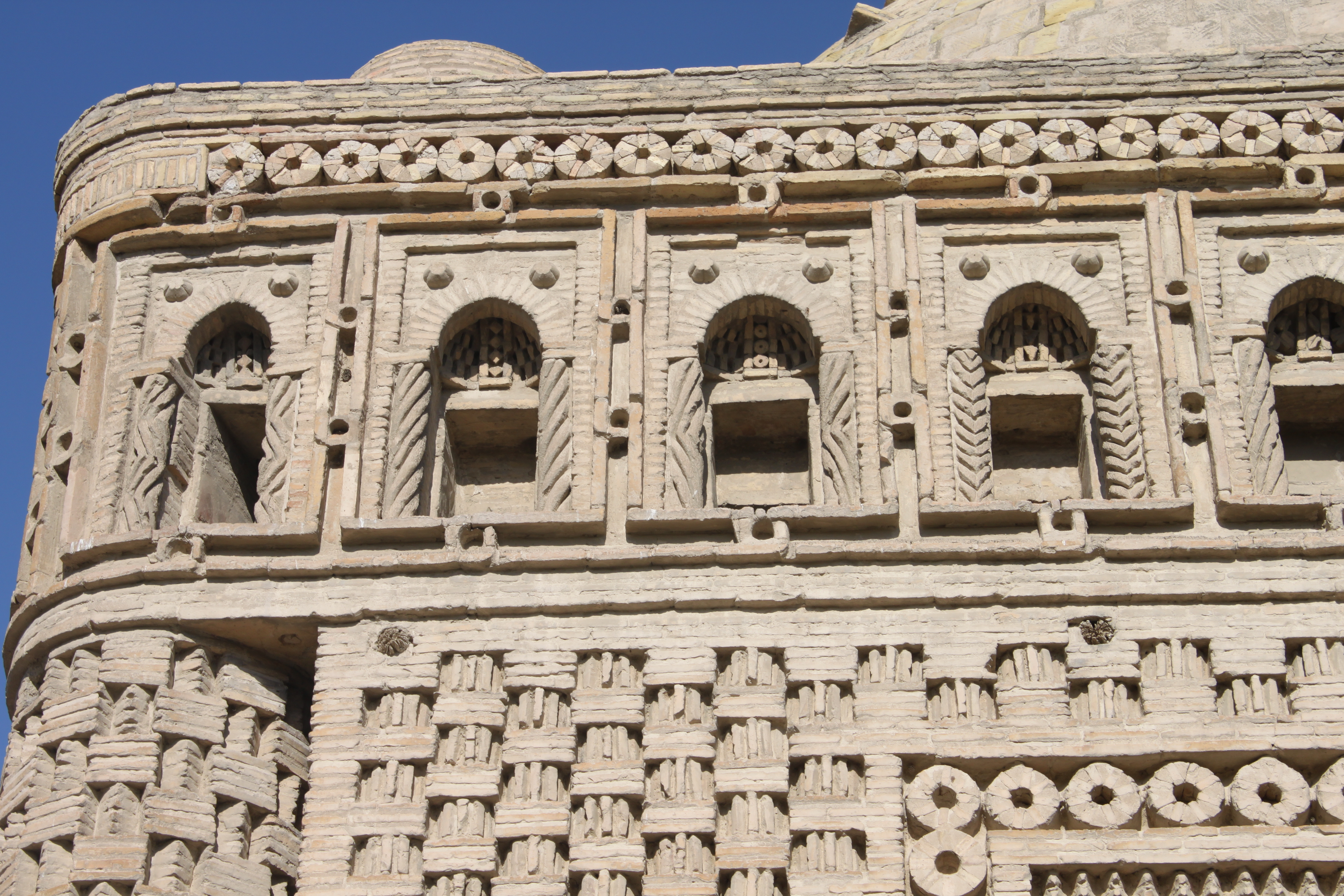
Detalle de esquina
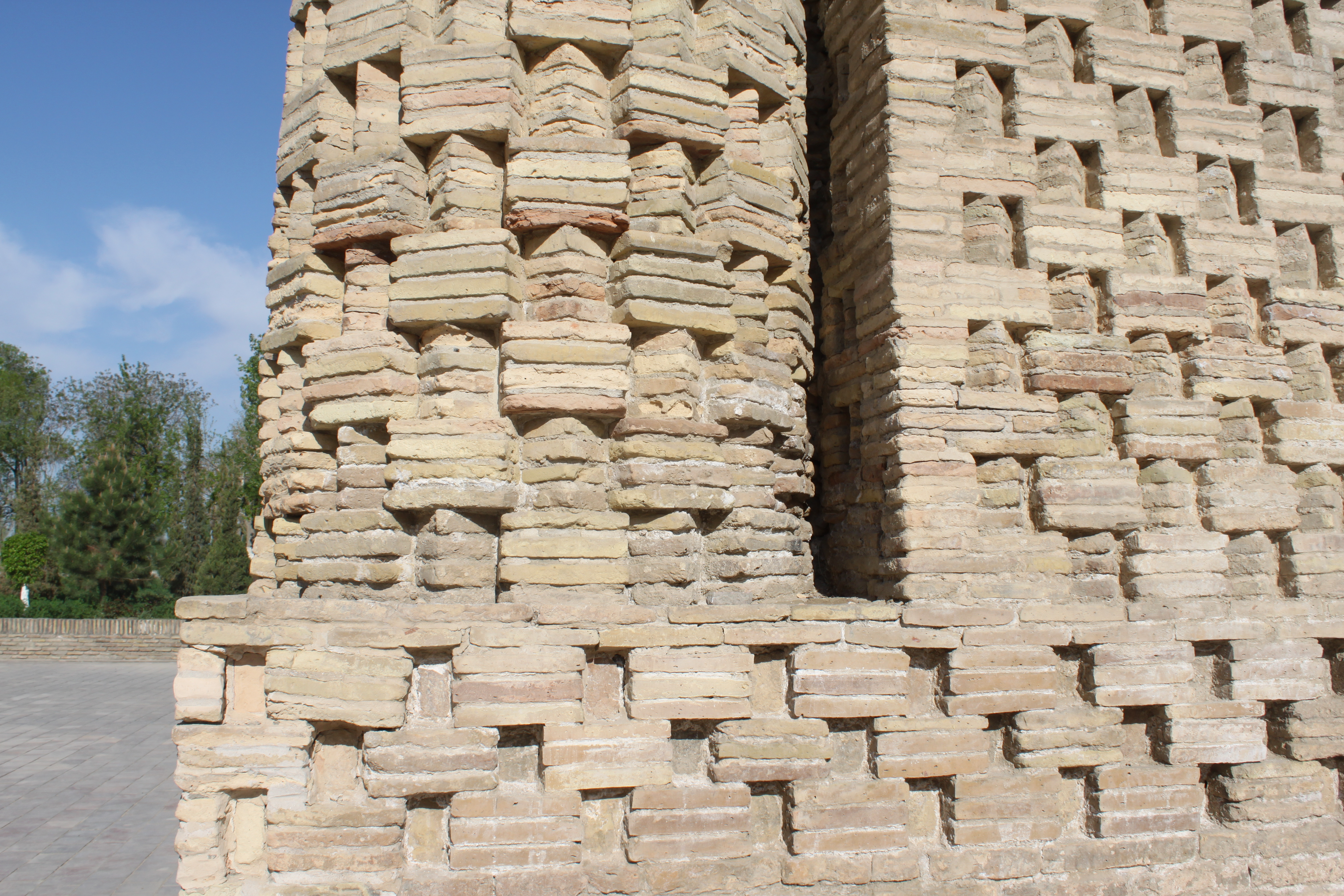
Arranque de esquinas

Detalles del interior
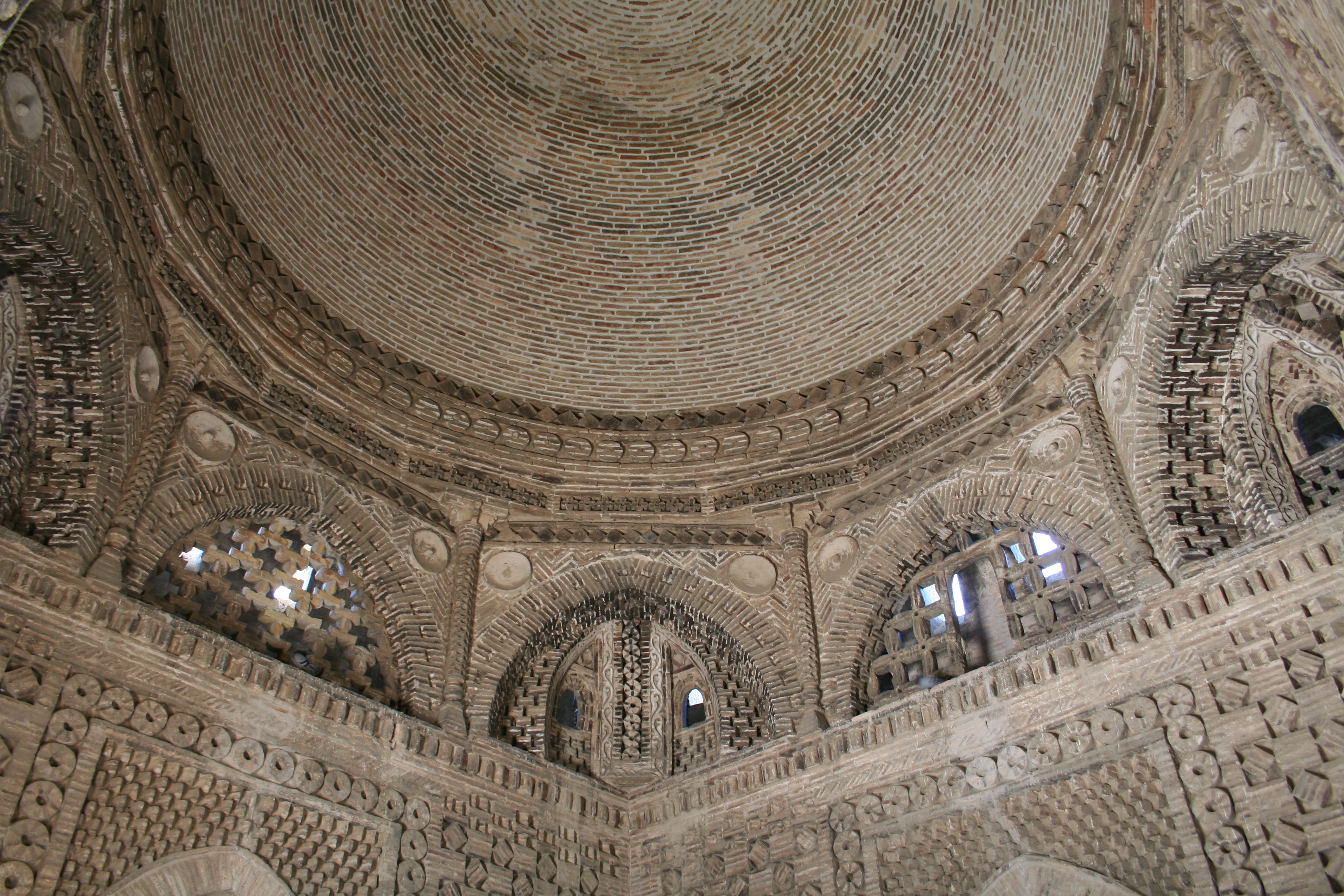
Cúpula interior
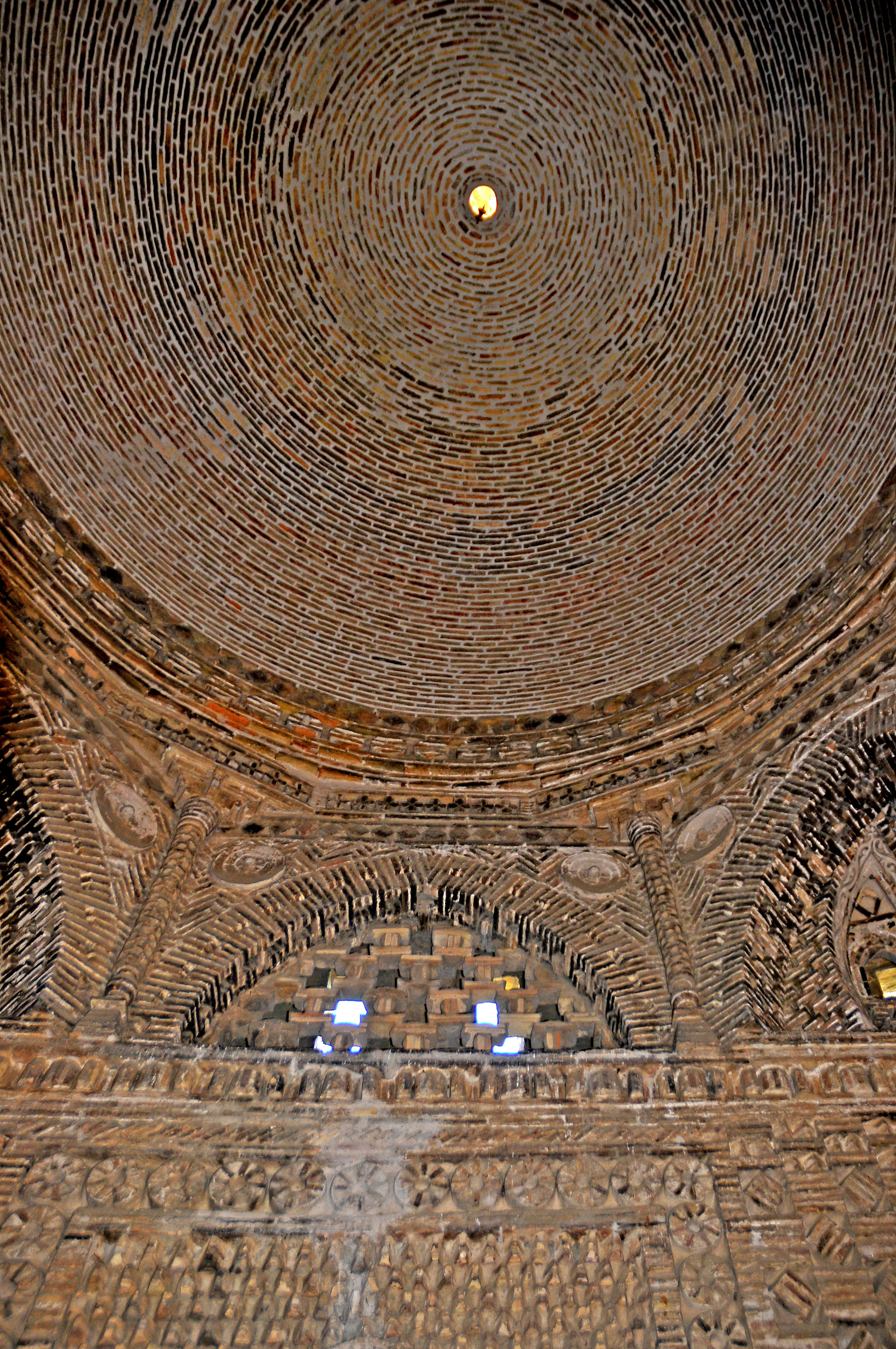
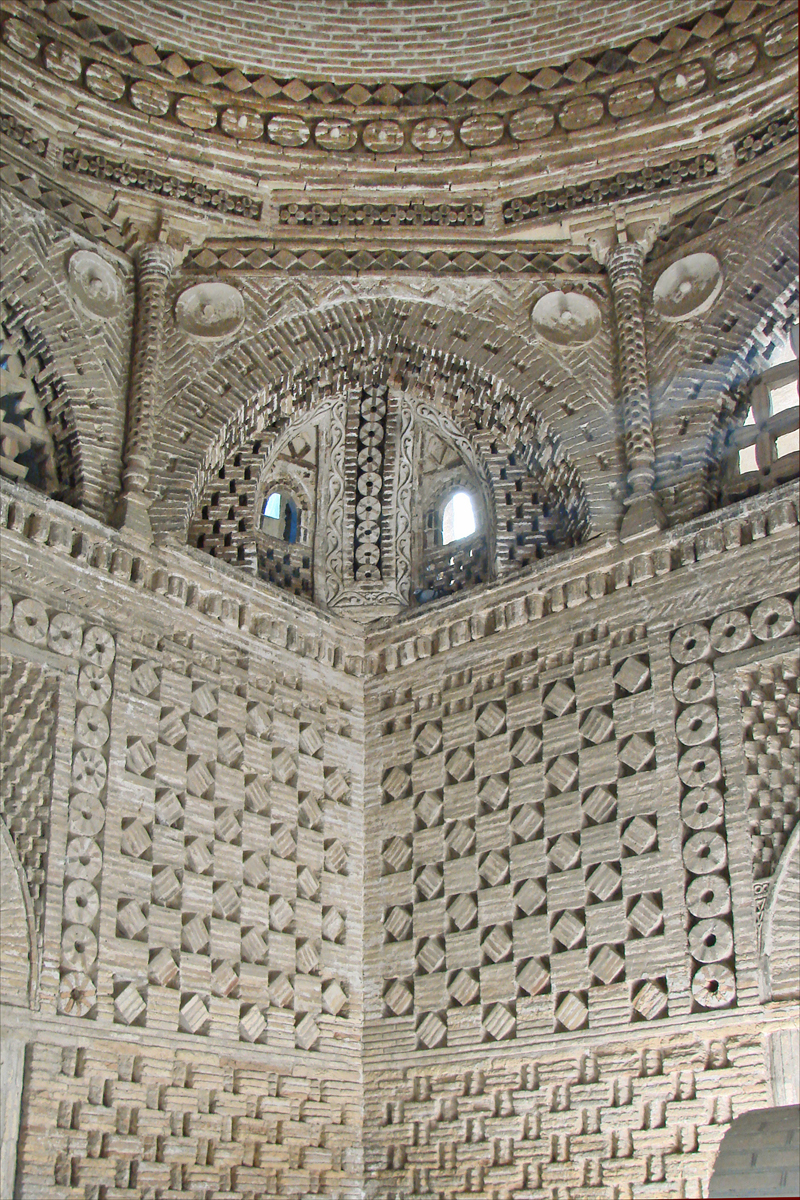
Detalle de una de las trompas
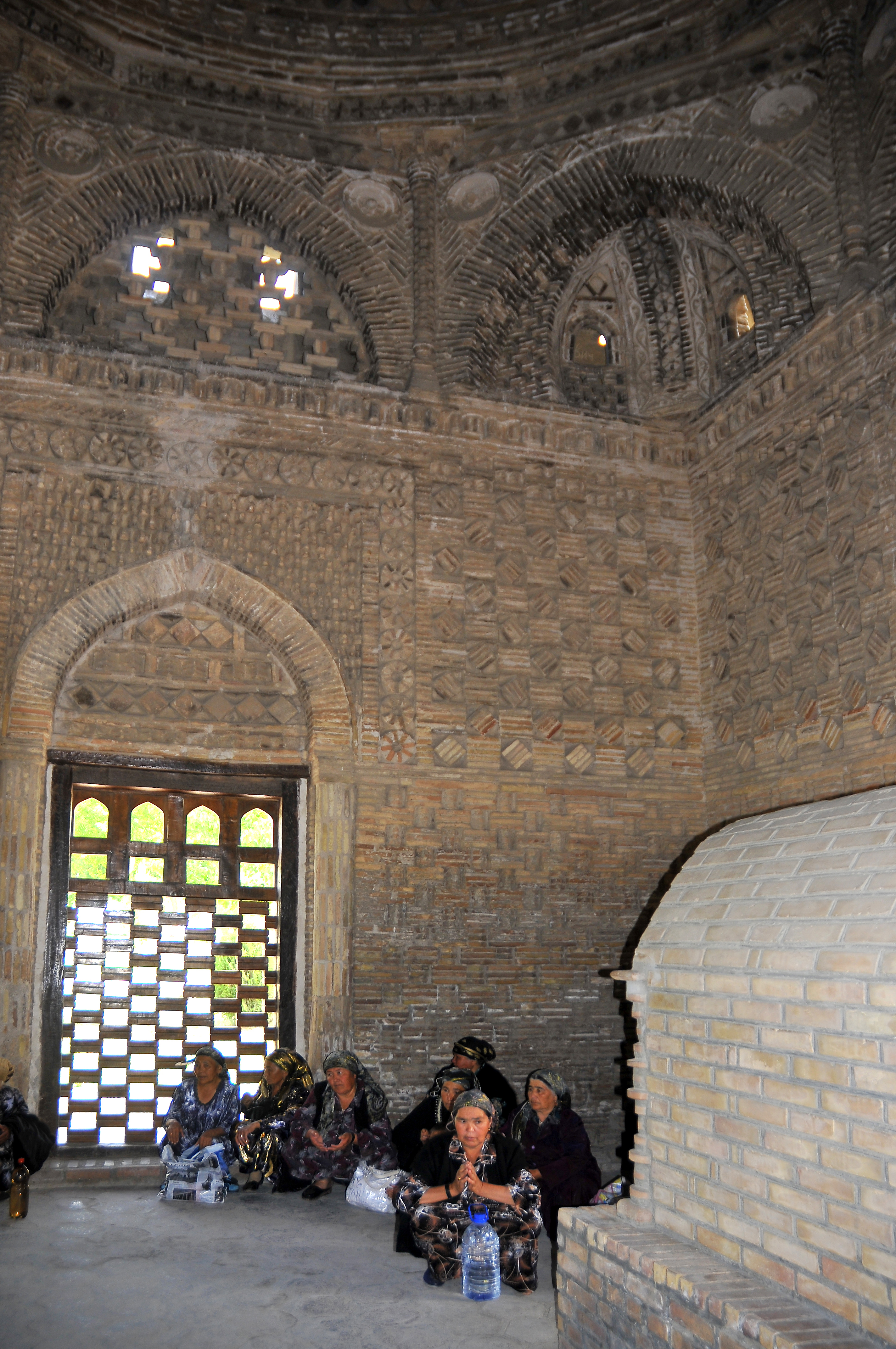
Vista del interior

## Influencia en la arquitectura posterior
El mausoleo del padre fundador de Pakistán, Muhammad Ali Jinnah, Mazar-e-Qaid, imitó este santuario samánida.